# Format (química)

Estructura d'un format

Format o metanoat és l'anió carboxilat més simple: és l'ió CHOO− o HCOO− (àcid fòrmic) menys un ió d'hidrogen. Un compost format és una sal química o un èster d'àcid fòrmic. Per exemple: etilformat, CH₃CH₂(HCOO); format de sodi, Na(HCOO); format de cesi, Cs(HCOO); metilformat, CH₃(HCOO); metilcloroformat, CH₃OCOCl; trietilortoformat; trimetilortoformat, C₄H10O₃.